# گربه دم‌حلقه‌ای
دُم‌حلقه‌ای (Bassariscus astutus) پستانداری از خانواده راکون و بومی قاره آمریکا است.
مشخصه این پستاندار کوچک، دم بلند و پر پشت آن است که با حلقه‌های سفید و سیاهی که دارد، ظاهر منحصربه‌فردی به این جانور می‌دهد. موهای بدن گربه دم حلقه‌ای ضخیم، نرم و به رنگ قهوه‌ای مایل به خاکستری است. این جانوران گوش‌های بزرگ و پوزه‌ی تیزی دارند.
در نقاط بخصوصی از ایالات متحده و خصوصاً در مکزیک، حیوانی کاملاً معمولی به شمار می‌رود. این جانور در مکزیکوسیتی مانند گربه‌های اهلی در خانه‌ها نگهداری می‌شود.
دم‌حلقه‌ای‌ها به خوبی از درخت بالا می‌روند و غالباً بر روی درخت زندگی می‌کنند. غذای ای جانوران شامل: پرندگان، پستانداران کوچک است برخی از این گربه‌ها در بیابان زندگی می‌کنند.